# Hainberg (Höhenzug)

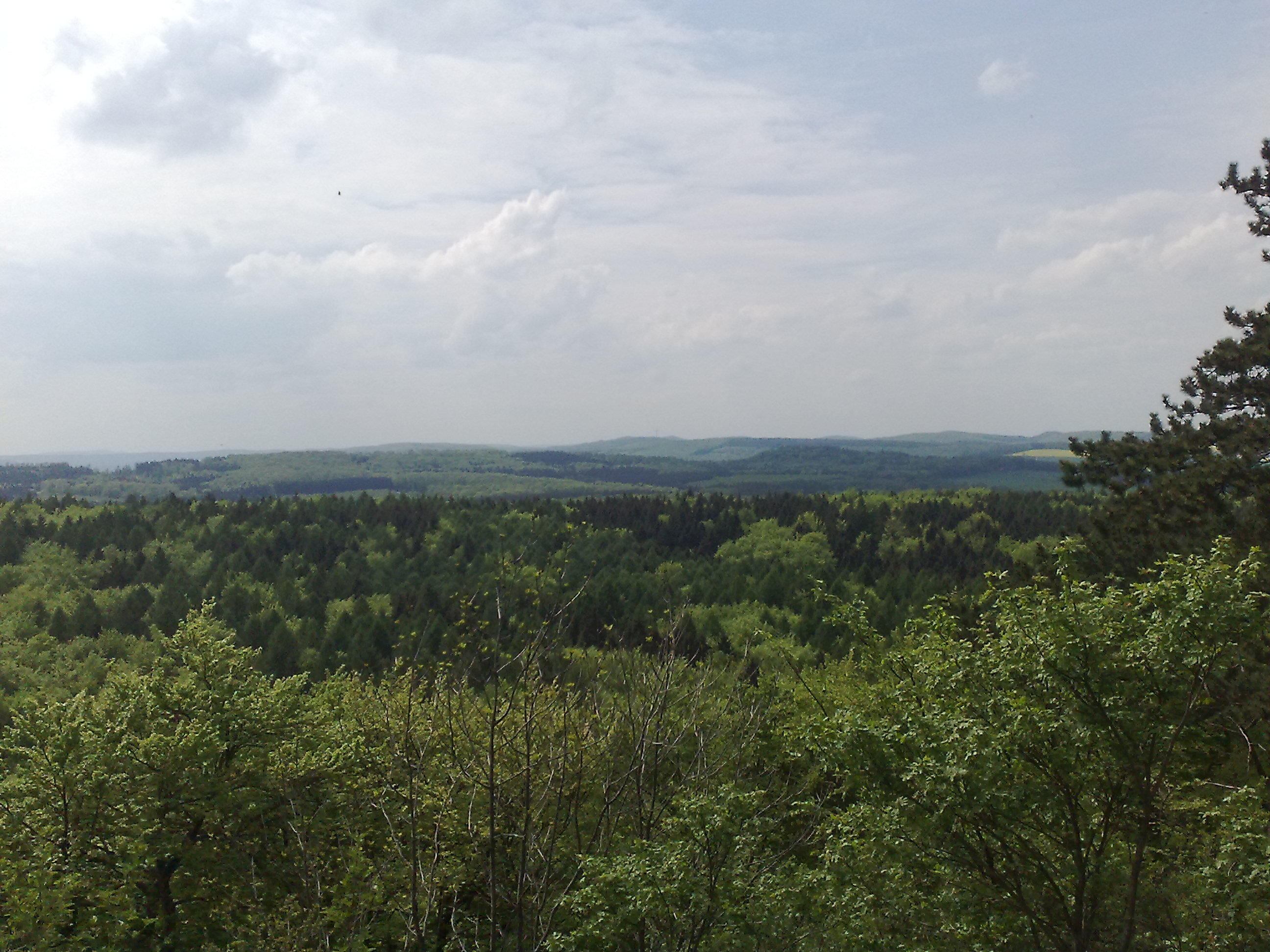
Blick vom Jägerturm (Nördlicher Jägerturmskopf) über den Hainberg

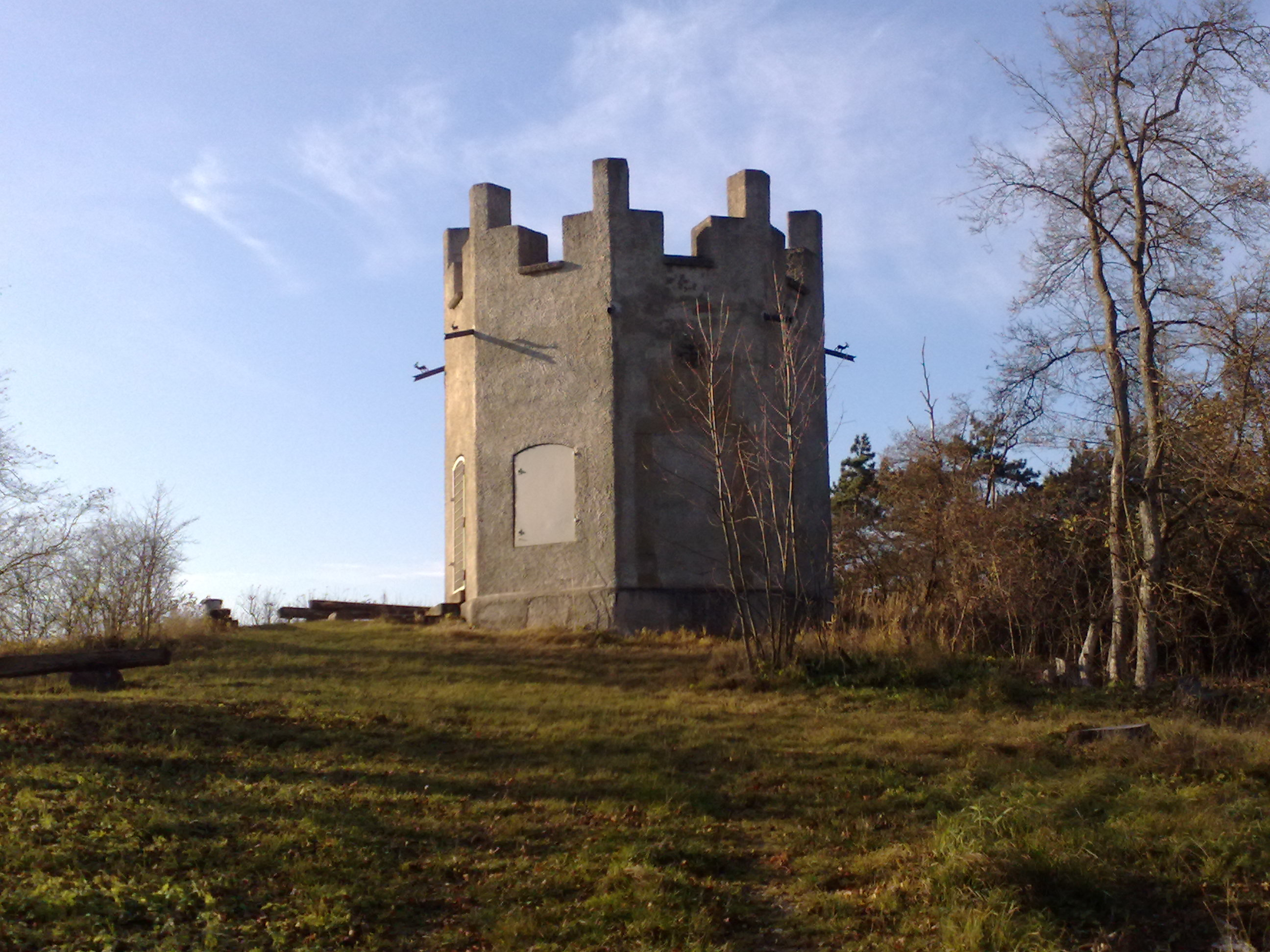
Jägerturm

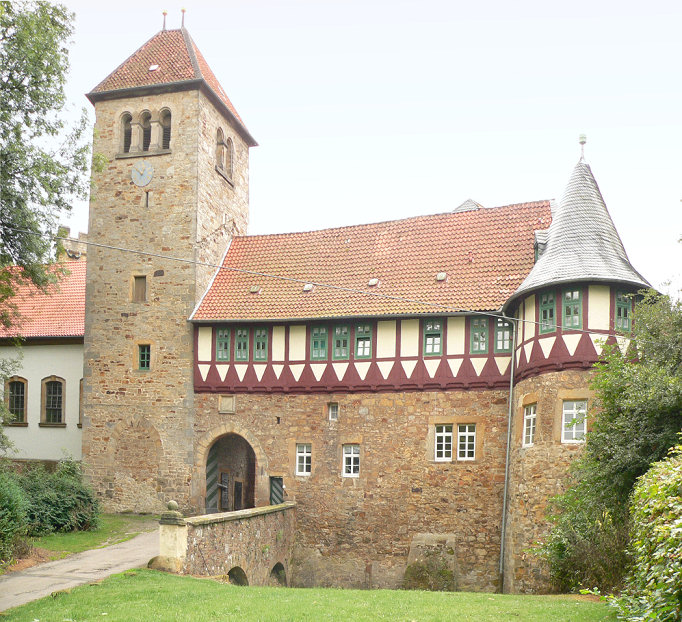
Burg Wohldenberg

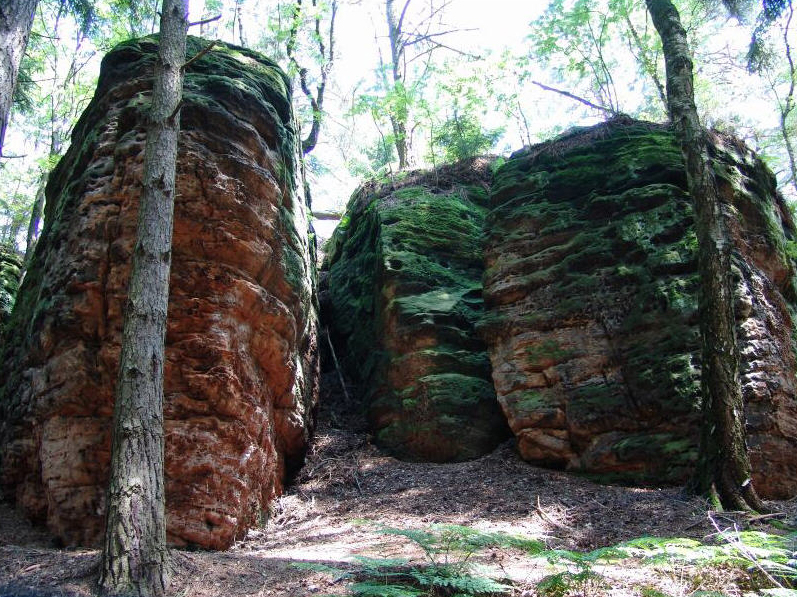
Teil der Bodensteiner Klippen

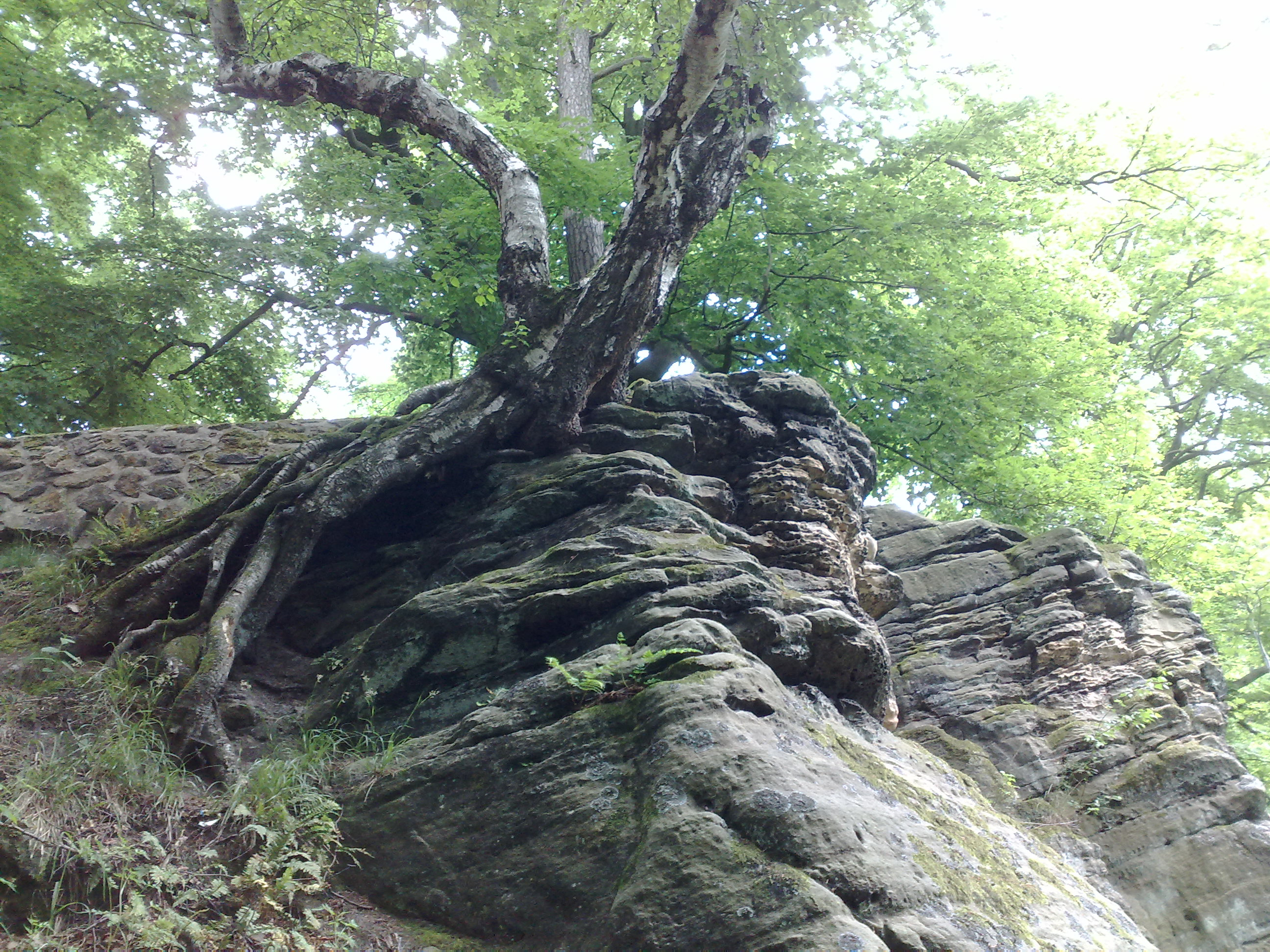
Felsformation am Jägerhaus, oberhalb der Hubertuskapelle (Hubertusgrotte)

Der Hainberg (im Volksmund aufgrund seiner mehreren Bergkuppen auch Hainberge genannt, veraltet auch Heinberg) in den niedersächsischen Landkreise Goslar, Hildesheim, Wolfenbüttel ist ein bis 299 m ü. NHN hoher Höhenzug des Niedersächsischen Berglands.

## Geographie

### Lage
Der Hainberg breitet sich im Zentrum des Innersteberglands, einem nordöstlichen Teil des Niedersächsischen Berglands aus. Er liegt nordwestlich des Mittelgebirges Harz, einige Kilometer südwestlich von Salzgitter und grenzt den Ambergau gegen Osten ab. Der Höhenzug befindet sich zwischen dem Salzgitter-Höhenzug (mit den Lichtenbergen) im Norden, Nordosten und Osten und dem Höhenzug Vorholz im Nordnordwesten. Er erstreckt sich von Holle im Nordnordwesten und Baddeckenstedt im Norden und Osten bis nach Lutter am Barenberge im Süden. Westlich des Hainbergs liegt Bockenem im Zentrum des Ambergaus. Vorbei am Höhenzug fließen die Innerste im Osten, die Neile im Südosten und die Nette im Westen, die von einigen Bächen des Höhenzugs gespeist werden – zum Beispiel von den Nette-Zuflüssen Beffer und Sennebach.

### Naturräumliche Zuordnung
Der Hainberg bildet in der naturräumlichen Haupteinheitengruppe Weser-Leine-Bergland (Nr. 37), in der Haupteinheit Innerstebergland (379) und in der Untereinheit Ringelheimer Bergland (379.2) den Naturraum Hainberg (379.20).

### Erhebungen
Zu den Erhebungen des Hainbergs gehören – sortiert nach Höhe in Meter (m) über Normalhöhennull (NHN; wenn nicht anders genannt laut ):
| - Kalter Buschkopf (299 m) - Schlahköpfe (295 m) - Bönneckerkopf (287,5 m) - Steinberg (283 m; mit Bodensteiner Klippen) - Hennigsberg (275 m) - Hohlenberg (263 m) - Kliebenkopf (254 m) - Laubberg (253 m) - Südlicher Jägerturmskopf (251 m) - Nördlicher Jägerturmskopf (244 m) – mit Jägerturm | - Osterklippe (235 m; mit Bodensteiner Klippen) - Eichenberg (230 m) - Papenberg (225 m) - Hillenberg (224 m) - Spitzer Hai (Spitzer Hay; 224 m) - Langenberg (223,6 m) - Wohldenberg (218 m) – mit Burg Wohldenberg - Kapitelhai (213 m) - Hützlah (206,2 m) |

### Ortschaften
Ortschaften am Hainberg sind:
| - Rhene (Norden) - Baddeckenstedt (Nordnordosten) - Heere (Nordosten) - Sehlde (Osten) - Bodenstein (Süden) - Neuwallmoden (Südsüdosten) | - Mahlum (Südwesten) - Bockenem (Westen) - Schlewecke (Westen) - Volkersheim (Westen) - Holle (Nordnordwesten) - Sillium (Nordnordwesten) |

## Geologie
Die Hainberge werden aufgebaut aus Sandsteinen der Hils-Formation (Albium, Unterkreide). Sie bilden die Bodensteiner Klippen. Es schließen sich im Hangenden Tone der Alfeld-Formation (Albium), Mergel der Flammenmergel-Formation (Albium), Tonmergel der Herbram-Formation (Cenomanium), Plänerkalke der Baddeckenstedt-Formation (Cenomanium), der Brochterbeck-Formation (Cenomanium), der Söhlde-Formation (Ober-Cenomanium bis Ober-Turonium) und Salder-Formation (Ober-Turonium) an. Am erosionsbeständigsten sind dabei die Plänerkalke der frühen Oberkreide und bilden die höchste Erhebung.

## Schutzgebiete
Auf dem Hainberg liegen Teile des Landschaftsschutzgebiets (LSG) Hainberg, Wohldenberg, Braune Haide, Klein Rhüdener Holz und angrenzende Landschaftsteile (CDDA-Nr. 321317; 1975; 23,84 km²) und westlich davon befindet sich das LSG Hainberg (CDDA-Nr. 321316; 2002; 29,5 km²). Teile des zuerst genannten LSG sind als Fauna-Flora-Habitat-Gebiet Hainberg (FFH-Nr. 3927-301; 11,91 km²) ausgewiesen. Zudem ziehen sich als schmales Band langgestreckte Teile des FFH-Gebiets Nette und Sennebach (FFH-Nr. 3926-331; 2,9205 km²) durch den Höhenzug.

## Sehenswürdigkeiten
Zu den Sehenswürdigkeiten des Hainbergs gehören die Bodensteiner Klippen, die auf etwa 200 bis 283 m Höhe liegen, aus Hilssandstein der Unterkreide bestehen und sich auf etwa drei bis vier Kilometer Länge durch den Südteil des Höhenzugs ziehen. Dabei handelt es sich um lokal stärker verfestigte Bereiche, die durch Verwitterung herauspräpariert wurden.
Nördlich der Klippen liegt die Hubertuskapelle (Hubertusgrotte), eine 1733 in Sandstein gehauene Felsenkapelle. In dessen nördlicher Nachbarschaft steht das 1838 errichtete Jägerhaus, das als Waldgaststätte genutzt wurde. 
Vom Jägerturm auf dem Nördlichen Jägerturmskopf (244 m) bietet sich die Aussicht zum südlich bis südöstlich gelegenen Harz. Auf dem in den nordwestlichen Ausläufern des Hainbergs befindlichen Wohldenberg (218 m) steht die Burg Wohldenberg, deren Bergfried als Aussichtsturm dient.

## Verkehr und Wandern
Durch die nordwestlichen Ausläufer des Hainbergs führt in Nord-Süd-Richtung ein Abschnitt der Bundesautobahn 7, nordöstlich vorbei verläuft ein solcher der Bundesstraße 6 in Nordwest-Südost-Richtung und südöstlich wird der Höhenzug von einem Abschnitt der Bundesstraße 248 in Südwest-Nordost-Richtung tangiert. Der Höhenzug ist von mehreren Wander- und Forstwegen durchzogen.